# Broward College
Broward College, anteriormente conocido como "Junior College of Broward County" y "Broward Community College" es una institución oficial de educación superior, ubicado en el condado de Broward en Florida. Forma parte del Sistema de colleges de la Florida, y fue fundado en 1959 dentro del programa estatal para expandir el sistema de colleges de dos años. En 2008 adoptó su nombre actual, reflejando el hecho de que es una de las instituciones consideradas como "college estatal", lo que significa que ofrece carreras de cuatro años. En el 2012, Broward College fue nombrado como uno de los 10 mejores colleges oficiales del país por el Instituto Aspen de Washington D.C.

## Historia
La institución fue fundada en 1959 con el nombre de Junior College of Broward County. Abrió sus puertas al año siguiente bajo la dirección del presidente Joe B. Rushing, con un cuerpo de 28 profesores y 701 estudiantes. Hasta que el primer edificio permanente del college fuese construido in 1963, los estudiantes atendían clases en la antigua sede de la "Naval Air Station Junior High", localizada en las cercanías de la parte oeste del Aeropuerto Internacional de Fort Lauderdale.
Tras haber ayudado al college a través de sus primeros años y consolidación, Rushing anuncio en 1965 que iba a retornar a su estado natal de Texas para actuar como presidente fundador del Tarrant County Community College en la ciudad de Forth Wort. En su reemplazo, asumió el Dr Myron Blee, y después en 1968, A. Hugh Adams, superintendente de la educación pública en el condado de Charlote, Florida, fue nombrado presidente y sirvió en el puesto hasta 1986.
Los intereses de Adam se centraron en expandir el acceso al college a los ciudadanos viviendo a lo largo del condado. En sus 19 años como presidente, fueron creados los campus Sur y Norte, así como el Dowtown Center y el Tegertail Lake Center.
A Adams lo sucedió el Dr Will Holcombe, quien había trabajado con el Dr James L. Wattenbarger, el arquitecto del sistema de colleges públicos de Florida y vicepresidente ejecutivo de Brevard Community College. El Dr Holcombe había servido en varias oficinas administrativas de Broward College antes de unirse al equipo administrativo de Brevard.
Durante sus 17 años como presidente, Holcombe trabajo para expandir la infraestructura y fortalecer lazos con la comunidad para servir mejor las necesidades de la sociedad y su cuerpo laboral.
En 2004 fue nombrado presidente el Dr Larry Calderon ante el subsiguiente retiro de Holcombe. Calderon, un experto en planificación, estaba ejerciendo como presidente del Venture College cuando fue asignado como quinto presidente de Broward, y el primero de ascendencia hispana. Cuando el Dr Calderon dejó el college en 2006, Holcombe regresó como presidente interino, hasta la llegada de J. David Armstrong en julio de 2007. El presidente Armstrong, antes de asumir su actual posición, se desempeñaba como Canciller del Sistema de Colleges de la Florida.
Varios documentos que relatan esta historia han sido digitalizados por el departamento de Archives and Special Collections de Broward college y están disponibles en línea en la página de archivos.

## Campus
- A. Hugh Adams Central Campus: Es el primer campus permanente del college. Está localizado en Davie. Originalmente abrió sus puertas con siete edificios en un área de 62 hectáreas. El campus actualmente es sede del Planetario y observatorio Buehler; el Instituto de Seguridad Pública, un complejo certificado como categoría oro y donde se entrena agentes de seguridad nuevos y veteranos; y el Gimnasio Mayer, un recinto para el estudio de Ciencias de la Salud y que cuenta con un centro de simulación. El campus también posee el auditorio Ralph R. Bailey y un centro de artes visuales desarrollado para exhibir estudiantes en el campo de las artes escénicas y eventos especiales. En este campus también se encuentra la Academia College BC, un colegio de secundaria abierto en asociación con el Condado de Broward en 2001.

- Judson A. Samuels South Campus:Está nombrado en honor a un líder de la comunidad del sur de Broward y uno de las personas más influyentes del college. Es un campus de 42 hectáreas, localizado en Pembroke Pines, un poco al oeste de la autopista Turnpike. Es sede del Instituto de Aviación del College, continuo al aeropuerto North Perry, así como la Libraria Regional del Sur, de uso compartido entre el College y el Condado de Broward. Finalizada el 1 de febrero de 2007, la librería es el primer edificio del condado en ser construido siguiendo los estándares de construcción de edificios para el rendimiento energético y ambiental, interpuestas por el Consejo de Construcción Verde de Estados Unidos. El Campus sur cuenta con tres subsedes; Pines Center, Miramar Town Center, and Miramar West Center.

- North Campus: Este campus cubre aproximadamente 46 hectáreas y está ubicado en Coconut Creek, al lado de la autopista Turnpike. Fundado en 1977, North campus es un complejo de más de 12 edificios entre los que se destacan el Auditorio Omni, el Centro II de Ciencias de la Salud, el Centro de Entrenamiento de Golf Toski-Battersby y la Libraria Regional del Norte, también de uso compartido entre el College y el Condado Broward. El campus alberga el Junior Achievement Huizenga Entreprise Village, llamado así por el nativo de Broward, empresario y filántropo, Wayne Huizenga. North Campus también cuenta con el programa de fabricación del college y la Academia Citrix IT, que forma parte de la Red Académica de Citrix.